# Adrama rufiventris
Adrama rufiventris är en tvåvingeart som först beskrevs av Walker 1860.  Adrama rufiventris ingår i släktet Adrama och familjen borrflugor. Inga underarter finns listade i Catalogue of Life.